# (6907) Harryford
(6907) Harryford – planetoida z pasa głównego asteroid okrążająca Słońce w ciągu 4 lat i 193 dni w średniej odległości 2,74 j.a. Została odkryta 19 listopada 1990 roku w Siding Spring Observatory w Australii przez Roberta McNaughta. Nazwa planetoidy pochodzi od Harry'ego Forda (ur. 1938), kuratora Mills Observatory. Przed nadaniem nazwy planetoida nosiła oznaczenie tymczasowe (6907) 1990 WE.